# Doggerbank
El Doggerbank (Banco de perros) fue un buque auxiliar empleado por la Kriegsmarine durante la Segunda Guerra Mundial. Previamente fue un buque de carga llamado Speybank perteneciente al Reino Unido y capturado por los nazis en 1941.
Como buque de guerra se llamó Schiff 53 y empezó a servir como minador. En 1943 su compatriota el submarino U-43 lo torpedeó y hundió por accidente, de las 365 almas a bordo sólo hubo un sobreviviente; Fritz Kürt.